# TP USCA Bangui
El TP USCA Bangui es un equipo de fútbol de la República Centroafricana que juega en el Campeonato de fútbol de la República Centroafricana, el torneo de fútbol más importante del país.

## Historia
Fue fundado en el año 1970 en la capital Bangui y es uno de los equipos de fútbol más importantes del país al acumular dos títulos de liga y 5 de copa, el tercero con más copas solo por detrás del AS Tempête Mocaf y el ASDR Fatima.
A nivel internacional han participado en 6 torneos continentales, en los cuales nunca han superado la primera ronda.

## Palmarés
- Campeonato de fútbol de la República Centroafricana: 2

1980, 1992
- Copa de la República Centroafricana: 5

1978, 1988, 1997, 2004, 2005

## Participación en competiciones de la CAF
| Temporada | Torneo                            | Ronda      | Club               | Casa  | Visita | Global |
| --------- | --------------------------------- | ---------- | ------------------ | ----- | ------ | ------ |
| 1979      | Recopa Africana                   | 1          | Al Nasr            | w.o.1 | w.o.1  | w.o.1  |
| 1981      | Copa Africana de Clubes Campeones | 1          | Nile Breweries FC  | w.o.2 | 1-2    | 1-2    |
| 1983      | Recopa Africana                   | 1          | Al Ahly Wad Medani | 0-0   | 0-2    | 0-2    |
| 1989      | Recopa Africana                   | 1          | AS Kalamu          | 3-3   | 0-2    | 3-5    |
| 1993      | Copa Africana de Clubes Campeones | Preliminar | Akonangui FC       | 2-0   | 2-1    | 4-1    |
| 1993      | Copa Africana de Clubes Campeones | 1          | Stationery Stores  | 2-2   | 1-3    | 3-5    |
| 2006      | Copa Confederación de la CAF      | Preliminar | Les Astres FC      | 0-2   | 1-3    | 1-5    |

1- USCA Bangui abandonó el torneo.

2- USCA Bangui abandonó el torneo antes de jugar el partido de vuelta.